# Adrian Suciu
Adrian Suciu (n. 21 decembrie 1970, Năsăud) este un poet, prozator și jurnalist român.

## Biografie
Este licențiat al Facultății de Litere a Universității Babeș-Bolyai din Cluj (1995). A urmat un stagiu de perfecționare în presă, în 1993, la Praga și Cracovia; bursier al Guvernului francez, stagiu de perfecționare în tehnici ale interviului și reportajului, în 1996, la Paris, Radio France Internationale, precum și un stagiu de perfecționare în organizarea și managementul întreprinderilor de presă, în 2000, la Copenhaga. Prezent în numeroase antologii literare în țară și străinătate. Câștigător a numeroase premii literare.
Tradus în engleză, franceză, germană, maghiară, arabă, italiană, spaniolă, ebraică etc.
Titular, în diverse perioade, al unor rubrici și emisiuni la Radio Cluj, TVR Cluj, NCN Cluj, Echinox, Cadran.
Editorialist, în diverse perioade, la CD Radio, Monitorul de Cluj, Radio Cluj, Ziua de Cluj.
Colaborări ocazionale la Dilema, Contrapunct, 22, România literară, Steaua, Vatra, Tribuna, Familia, Apostrof, Poesis, Calende, Ramuri, Luceafărul etc.
A debutat literar cu un grupaj de poezii în revista Tribuna (1990) cu un grupaj de poezii însoțit de o prezentare a lui Ion Mureșan. 
Este președintele Asociației Culturale Direcția 9, pe care a înființat-o în anul 2013 cu scopul de a sprijini, editorial și financiar, poeții debutanți, dar și pentru revalorizarea și reintroducerea în circulație a unor poeți consacrați.
Este un important organizator cultural, organizând evenimente, tabere și festivaluri literare și artistice, naționale și internaționale.
Din 2018, realizează emisiuni culturale la Orizont TV. 
Este unul dintre membrii fondatori ai Filialei Presă Culturală a Uniunii Ziariștilor Profesioniști din România.

## Evoluția profesională
- 1989 – 1990, miner, exploatarea minieră Rodna-Făget.
- 1990 – 1993, redactor Cadran;
- 1993 – 1995, redactor-prezentator Actualitati TVR Cluj;
- 1995 – 1998, redactor șef CD Radio Napoca;
- 1998 – 2000, redactor șef Monitorul de Cluj;
- 2001 – prezent, expert parlamentar, Direcția de relații publice a Camerei Deputaților;
- 2018 – prezent, redactor/editor la Orizont TV

## Cărți publicate
- E toamnă printre femei și în lume, versuri, Ed. Echinox, Cluj, 1993;
- Singur, versuri, Ed. Euphorion, Sibiu, 1996;
- Plus, pamflete politice, Ed. Trimera, Cluj, 1997;
- Nopți și zile, versuri, Ed. Arhipelag, Târgu Mureș, 1999;
- Din anii cu secetă, versuri, Ed. Grinta, Cluj, 2005 [4];
- Sex cu femei, roman, Ed. Tritonic, București, 2008 (coautor Ștefan Doru Dăncuș);
- Viața fără urmări, versuri, Ed. Brumar, Timișoara, 2010;
- Mitologii amînate, antologie - cuprinde toate volumele de poezie publicate anterior, Ed. Herg Benet, 2011[5];
- Un roman de rahat, Ed. Tritonic, București, 2013;
- Profetul popular, versuri, Ed. Tracus Arte, București, 2015 [6] [7];
- De vorbă cu Adrian Suciu, interviuri, Ed. UZP, București, 2020;
- Tratat de mers pe ape, versuri, Ed. Tribuna, Cluj-Napoca, 2020 [8]

## Cărți traduse și antologii
- Just So Poems, versuri, Ed. Cartimpex, Cluj, 2000 - volum bilingv (română-engleză), coautor - Sorin Grecu; traducere - Ioan A. Popa;
- Streiflicht – Eine Auswahl zeitgenössischer rumänischer Lyrik (81 rumänische Autoren), - "Lumina piezișă", antologie bilingvă cuprinzând 81 de autori români în traducerea lui Christian W. Schenk, Dionysos Verlag 1994, ISBN 3980387119;
- La saison en verre, antologie în limba franceză, Ed. Grinta, Cluj, 2008 - traducere Roland Szekely;
- Profetul popular - tradus în ebraică în volum bilingv de Menachem Falek, Editura Tzurot- Ierusalim 2015;
- Pieta - Eine Auswahl rumänischer Lyrik, trad. Christian W. Schenk, Dionysos, Boppard, 2018, ISBN 9781977075666;
- ROSARIEN: Rumänische Gegenwartslyrik 2020, 444 Seiten, trad. Christian W. Schenk Dionysos Boppard 2020, ISBN 979-8649287029;
- Értekezés a vizen járásról, poeme în limba maghiară, Editura AB-ART Kiadó, 2023 - traducere Balázs F.Attila;
- Testi in apnea, poeme în limba italiană, “i Quaderni del Bardo edizioni”, în colecția “Collana di Poesia”, 2023 - traducere Valeriu Barbu și Roxana Lazăr;
- Poiein, antologie multilingvă, Editura Tribuna, 2024